# 藤村富美男

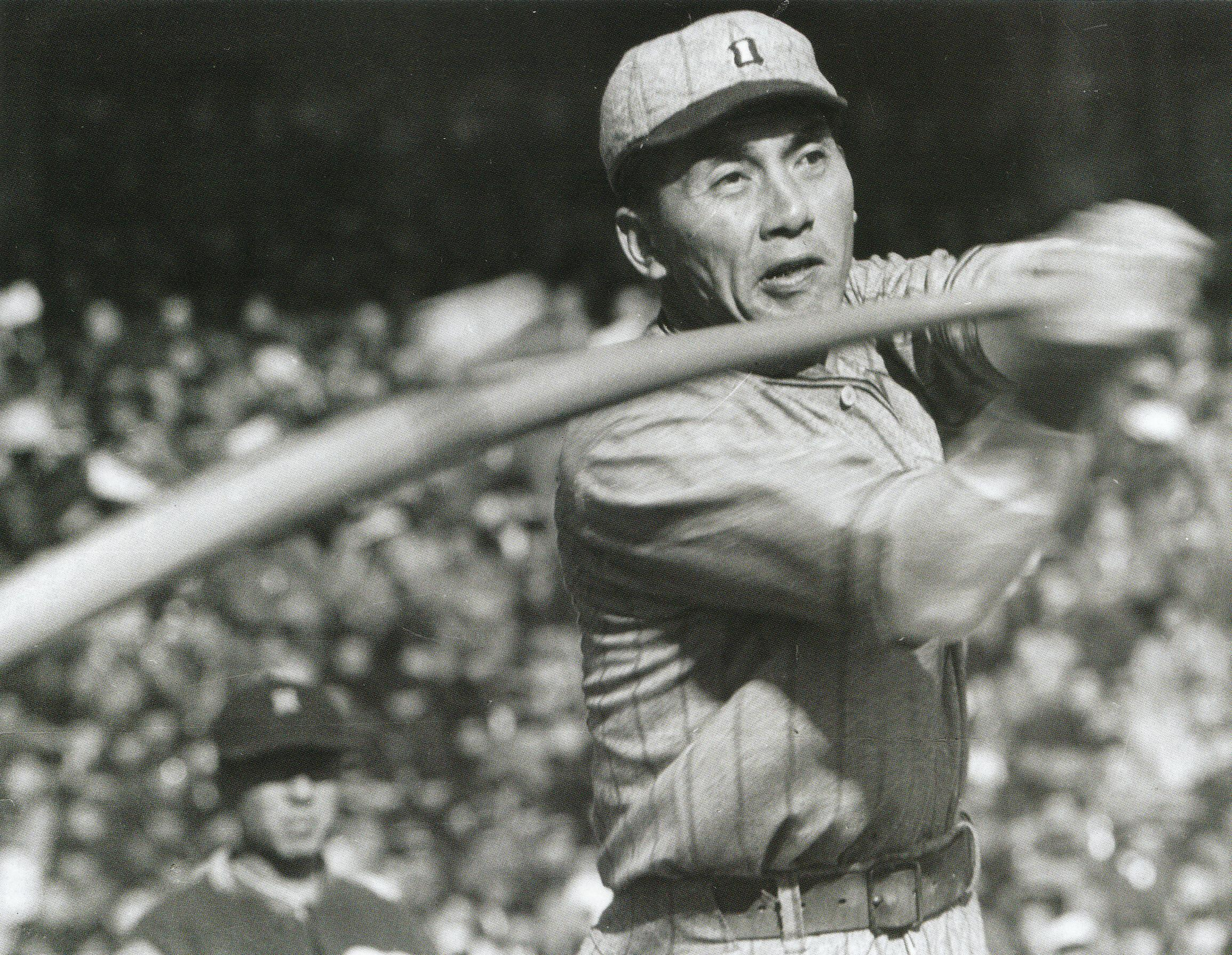
藤村のスイング（1948年頃）

藤村 富美男（ふじむら ふみお、1916年8月14日 - 1992年5月28日）は、広島県呉市山手町出身の元プロ野球選手（内野手、外野手、投手）・コーチ・監督、解説者・評論家。愛称は「ミスタータイガース」（初代）。
日本プロ野球を代表する伝説的な強打者であり、大阪タイガース（現：阪神タイガース）の黎明期を支え、戦後は「ダイナマイト打線」の不動の4番として活躍した、戦前から1950年代までのプロ野球創成期を代表するスター選手。チームメイトからの愛称は「フジさん」。主な個人タイトルは首位打者1回、本塁打王2回、打点王5回。通常より8cm近くも長い愛用のバットは「もの干し竿」と呼ばれ、彼の代名詞となった。
阪神タイガースは、2016年8月14日に、永久欠番「10」藤村富美男の生誕100周年を記念した「永久欠番デー10」の開催にあたり、「戦後プロ野球の発展に多大な貢献をされた名選手であり、今の阪神タイガースの礎を築いた藤村富美男氏」と評した。週刊ベースボールは、のちに「ミスター・プロ野球」と呼ばれる巨人の長嶋茂雄が憧れた男という意味では、初代「ミスタープロ野球」ともいえる存在と評している。
藤村隆男は実弟で、大阪タイガースでは共にプレーした。

## 経歴

### プロ入り前
4男4女の8人きょうだいの7番目（三男）として生まれる。父親は呉海軍工廠で工員を務め、二番目の兄も同工廠野球チームの花形選手で、第1回全日本都市対抗野球大会に「全呉」の「6番・二塁手」として出場している。日本の野球は高等教育機関で学んだ教師らが各地で伝播していったものだが、呉の場合は様相が異なり、上級学校の無かった呉では呉海軍工廠の工員の間で野球が広まった。鶴岡一人と同学年で呉市のすぐ隣の小学校に入学し、野球を始める。幼少期の藤村は二河川河川敷で野球を楽しんだ。また、南海ホークスのエースだった柚木進は家が近所で、進の兄・柚木俊治は1934年夏の甲子園で主将として藤村と共に優勝メンバーとなっている。藤村は尋常小学校卒業後、高等小学校で2年学び、父や兄が勤める海軍工廠に就職するつもりでいたが、大正中学校の監督から「藤村君。大正中学に来て私たちと一緒に野球をしないか」と声をかけられ、1931年に大正中学校（5年制）に入学した。
1932年、2年生（16歳）で早くもエースとなり県内のライバル、鶴岡の広島商業や濃人渉、門前眞佐人、白石勝巳らのいた広陵中学を退け、春夏の甲子園に6度出場。明石中学の楠本保、京都商業の沢村栄治、中京商業の吉田正男、県立岐阜商業の加藤春雄ら中等野球史に残る名投手と名勝負を繰り広げ、甲子園の申し子と呼ばれた。藤村登板の試合では外野スタンドで、空き箱の上に立って試合を見る最後列の観客のために「空箱屋」が大繁盛するほどの人気沸騰ぶりだったという。甲子園、最初のスーパースターとして、藤村富美男の名を挙げる人も多い。
中学3年、1933年春の甲子園では、エース沢村栄治を擁する京都商に敗退。次回に雪辱を期すが、3度目の甲子園出場となった1933年夏の甲子園では、対戦する前に京都商が敗退。準々決勝で3連覇を狙う中京商業と対戦し、完封負けを喫した（中京商業は続く準決勝で中京商対明石中延長25回を勝ち抜き、3連覇を達成）。
藤村のワンマンチームと思われがちな大正中学だが、呉港中学に校名変更した翌1934年夏の甲子園では、田川豊、塚本博睦、保手浜明、原一朗らを揃え、高い総合力で全国の強豪をまったく寄せ付けず圧勝し全国制覇を果たした。
決勝では藤村が熊本工業を2安打14奪三振で完封、川上哲治も3連続三振に捻った。夏の甲子園決勝での14奪三振は最多記録。
川上は「1球だけかすったが、あとはダメ。11球で3三振じゃなかったかな。ヒゲも生えていたし、1人だけ大人が混じっているようだった」と述懐する。一方の藤村は、「川上がいたなんて、さっぱり覚えがない」と話している。以後、川上とは「終生のライバル」となる。深紅の大優勝旗を手に凱旋した呉港中ナインを歓迎する呉市民の熱狂ぶりは、連合艦隊が入港したとき以上のものだったという。藤村が呉駅で優勝旗を掲げようとした瞬間、旗の柄が折れてしまったという逸話も残る。
翌1935年の夏の甲子園では、対飯田商業戦で、1試合19奪三振を記録。この記録は、1925年の夏の甲子園で東山中の森田勇が、対北海中戦で達成した記録に並ぶものであり、2012年の夏の甲子園で、神奈川・桐光学園の松井裕樹が対今治西戦で1試合22奪三振で記録を更新するまで、実に77年間もの間、夏の甲子園の1試合最多奪三振記録であった。
藤村が2年生の16歳から5年生の19歳まで、4年間一人で投げ抜いて奪った三振は甲子園で12試合通算111個である。
藤村が呉港中学を卒業した1936年は、職業野球連盟が結成された年であった。設立されたばかりの大阪タイガースは、甲子園最大のスター選手であった藤村を熱心に勧誘し、前年11月11日に球団史上4番目の契約を結んで投手として入団する。月給は100円。背番号10。
藤村自身及び学校側は当初、法政大学進学の意向を固めており、阪神に先立ち勧誘に動いた名古屋金鯱軍は藤村の父と兄に固辞されていた。その後訪れた大阪タイガース支配人中川政人が、藤村の父親と兄を口説いて了解を取り付けた上で、何も知らぬ藤村を呼んで判子を渡し、契約書に押させて契約を成立させた。藤村の反対にあって契約が不成立となるのを恐れた藤村の父兄と中川の判断でこのような手段を取ったが、藤村は法政大に進学できないのを残念がったという（後に藤村の長男・哲也と次男・雅美が法政大に入り、雅美は主将を務めチーム初の4連覇に貢献した）。父と兄がプロ入り賛成に傾いた要因は、当時職についていなかった藤村の次兄をマネージャーに迎えるという条件を出されたことであった。学校側と藤村家の関係は険悪となり、藤村は野球部への出入りを禁じられた。六大学野球全盛の当時において、創設されたばかりでリーグ戦も開催されていなかった職業野球はヤクザ稼業とみられていて、藤村のように有力な旧制中学生がプロ球団と契約・入団することは、人生を誤るようなものと思われていたためである。1936年2月、タイガース入団のため、次兄と一緒に呉駅を出発する藤村を見送ったのは家族とわずかな友人だけで、全国優勝の後の駅前の賑やかな出迎え風景は嘘のようだった。初めての甲子園練習の際に集まったのは投手7人、捕手3人、内野手3人の計13人。このうち左利きの松木謙治郎は一塁しか守れないとあって監督の森茂雄は投手から内野候補を探そうと、藤村、景浦將、御園生崇男を指名してノックをしたが、御園生は打球を怖がり即座の失格。藤村と景浦が投手と兼任することになり、藤村が二塁、景浦が三塁を守ることになった。

### 新人 - 若手時代
1936年、プロ野球リーグ（日本職業野球連盟）が開幕。タイガース最初の公式戦である第1回日本職業野球大会4月29日の対名古屋金鯱軍戦に開幕投手として登板、1安打完封勝利（プロ野球におけるデビュー戦完封勝利の第1号である）を挙げる。また、7月15日に山本球場で行われたタイガースにとって初の東京巨人軍との試合では若林忠志のリリーフという形で勝利投手となり、大阪タイガースにとって対巨人戦初の勝利投手となった。
投手として好成績を収める傍ら、内野手不足となったチームの穴を埋めるため、内野手としても出場し、同年秋季には、投手ということもあって規定打席に不足ながら本塁打王創設後では日本記録となる2本塁打で初代本塁打王に輝いた。ただ当時人気があったのは東京六大学で、プロ野球の社会的評価は高くなく世間の関心は低かった。甲子園球場の当時のプロ野球開催時の収容人数は国内最多の47,359人だったが、日曜日の巨人戦でも観客が4,000人台だったといわれる。
1937年からは本格的に二塁手に転向し、2番打者としてチームの2連覇に貢献。しかし当時のタイガースは景浦將、山口政信、松木謙治郎、藤井勇などリーグ屈指の強打者が数多く在籍していたため、藤村の立場は完全に脇役であった。

### 兵役からプロ野球再開まで
1939年から1942年までは兵役のため南方戦線に出向いていたため、出場できなかった。
1939年1月、召集を受け郷里広島の陸軍第5師団歩兵第11連隊に23歳で入営。連隊砲（小型の大砲）要員となる。幹部候補生の試験のうち、将校になれる甲種試験には合格できなかった。
藤村は最終的に軍曹となったため、下士官になる条件の乙種試験には合格したのではないかと南萬満は推測している。以降、幾度も生死の境をさまよう。二等兵として3か月の訓練を受けて3月に上等兵となると、最前線に動員されて国内外を移動した。最初は4月に中国の青島に派遣され、中国大陸で作戦に参加。次いで仏印、さらに華南へと移る。華南では谷に転落、左大腿部に重傷を負い野戦病院に入院。切断が必要と言われたが、手術で切断は免れた。入院中に伍長に昇進。
1939年9月にはノモンハン事件への出撃が命じられるが、行く途中で停戦になり日本に戻る。その後、東京でマレー半島上陸作戦の訓練を受けた。この後マレー作戦に参加。1941年、クアラルンプール近郊のジャングルでの戦闘では、英国軍から至近弾を受け、戦友の肉片が顔じゅうにかかったがこれも凌ぎ、シンガポールの戦いでは、最前線で英国軍の砲火にさらされながら、電話線をかける作業をした。砲火を避けるためヘッドスライディングの連続だった。藤村は砲弾の直撃を受けて死んだ戦友の左腕をナイフで切り落して三角巾で巻いて首から吊るし、後にそれを遺骨にして遺族に送っている。1942年2月14日の戦闘では英国軍の白旗を最初に発見したといい、「英国降伏の第一報を山下奉文らの司令部に送ったのはワシや」と誇っていたという。シンガポール陥落の後、ジャワ島からニューギニアに向かう途中、乗っていた輸送船がバンダ海で敵潜水艦に撃沈される事態に遭遇した。この時はフカがたくさんいる南の海を半日泳いで駆潜艇に救助された。戦後、この話を家族にマッチ箱とタバコを使ってよく話していたと妻は証言している。
1943年2月2日、アンボン島に辿りついた藤村に内地帰還の命令が下る。アンポン島からスラバヤまで、いつ撃沈されるか分からない輸送船の上で数日間眠れない夜を過ごし、その後スラバヤ - シンガポール - 下関のルートを計半年がかりで無事帰還。すぐ除隊になり呉の実家に帰った時には27歳だった。既にこの時点で4年半を兵役に費やした。
同年夏に復帰したときには敵性語の規制によりチーム名は「阪神軍」となっていた。多くのチームメイトは戦地にとられ、ライバル巨人の沢村栄治も戦地で無数の手榴弾を投げさせられたことが原因で肩を壊しており往年の球威はなかった。軍隊生活の影響で藤村も精彩を欠き、景浦と一・二塁を組んだが「一・二塁間狙え!」「藤村狙え!」と厳しい野次が飛ばされた。打撃もふるわず34試合で打率2割2分、本塁打0とプロ入り以来最悪の成績に終わる。しかし翌1944年春には打棒が戻り、戦力不足で三塁に回って、.315で打率5位、打点25で打点王を獲得。秋のシーズンは戦局悪化のため中止となったため、夏のシーズンが戦前最後のシーズンとなり、阪神がプロ野球最後の勝率8割台（.818）で優勝を飾った。このシーズンから監督・若林忠志の指示で本格的に三塁手へコンバートされた。
1945年1月1日から5日まで開催されたオープン戦「正月野球大会」に出場。この大会は戦前最後のプロ野球と呼ばれている。
この後、神戸大空襲で破壊された電車の復旧工事をしている時、広島の連隊に再召集された。ここで本土決戦に備え塹壕掘りなどに従事。同年4月、連隊は福岡県折尾（現：北九州市八幡西区）に移動。今度は国土防衛の陣地構築として山の中で軍用犬の教育をしていた。このため8月6日の広島の原爆投下には遭わなかった。ただ、タイガースでは藤村は広島の原爆で死んだという噂が立ったという。敗戦後は呉の実家に帰っていたが、進駐軍の雑役に駆り出され、人間魚雷「回天」の解体作業をやっていた。11月、日本野球連盟関西支局長・小島善平から「スグカエレ」の電報が届き、再び野球をやれる喜びで体が震えたという。既に30歳となっていた。当時は30歳を過ぎるとロートルと見られていた。結局プロ野球選手として一番脂の乗り切ったほぼ7年間を兵役と戦時中の混乱に奪われた格好になった。このことについて、後年、藤村は、「もし兵隊で4年も5年もとられなかったら、もっとすごい記録を作ったかもしれん」とコメントしている。甲子園球場は進駐軍に接収されたため、西宮市今津にあったタイガース合宿所（後の藤村自宅）近くの空き地でキャッチボールを行った。

### ミスタータイガース

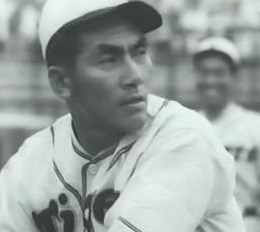
藤村富美男（1947年から1951年の間）

打者として桁外れの才能が開花するのは戦後のこと。復員後早々の1945年11月23日に行われた戦後初のプロ野球公式戦、明治神宮野球場（接収中でステートサイドパーク）の東西対抗戦に西軍の3番二塁手で先発出場。5回表に東軍の白木義一郎から放った中堅越えのランニング本塁打は、戦後のプロ野球初本塁打といわれている（ホームラン賞はふかしたサツマイモ3個）。リーグ戦が再開した1946年には監督を兼任。これは高卒選手として初のプロ野球監督就任。クリーンナップ（5番）に座り、打率.323を記録する傍ら、戦後の投手不足のため投手としても登板した。試合の後半、投手が四球を連発したりすると、じっとして守れなくなり、負け試合でも三塁手からウォーミングアップもろくにせずリリーフ登板した。この年、13勝2敗、リリーフだけなら8勝0敗の成績を残している。監督としては御園生崇男と渡辺誠太郎を投手・一塁で交互に、呉昌征を投手・中堅で起用するなどやりくり用兵を見せた。.323も打って13勝と投打の二刀流に監督も兼任という空前絶後の年だった。同年の31二塁打は本堂保次の、48長打は川上哲治の日本記録を6年ぶりに更新した（長打は翌年に大下弘が更新）。弱い投手陣を打線が補い、6月24日から7月21日まで今も球団記録の14連勝（1937年以来2度目）で首位に立った。日刊スポーツ記者・高山方明がこの頃、日本初の打線ネーミングとして「ダイナマイト打線」と名付けたとされる。ひとつプレーヤーとして思うようにやったほうがいいと考え、シーズン終了後、監督を若林に譲る。
1947年以降は不動の4番打者として、史上最強といわれた「ダイナマイト打線」を象徴する存在となった。
打点王として1947年のタイガース戦後初優勝に貢献、同年設立されたベストナインの三塁手に選ばれると、以後6年連続で選出されている。同年は36二塁打で前年の自身の記録を更新した。
1948年からはゴルフのクラブのドライバーからヒントを得たといわれる通常の選手のそれよりも長い37〜38インチ（96cmとも）と規格外の長尺バットを用いて、赤バットの川上哲治、青バットの大下弘と共に本塁打を量産した。川上・大下という関東のスターに対抗しようとあつらえたこのバットは「物干し竿」と呼ばれ、藤村のトレードマークになると共に3年連続打点王の原動力となった。同年10月2日、対金星スターズ戦で日本プロ野球史上初のサイクル安打を記録、更にこの年日本プロ野球初の年間100打点も記録した。この年は日本記録（当時）となる572打数でシーズン記録（当時）の64長打を放つ。また、物干し竿バットを使って打撃改造に取り組んだきっかけについて、笠置シヅ子の影響を受けたことを明かしている。「神田の共立講堂で笠置さんのショーを観て、わしの野球は変わった。楽屋を訪れると、『高いお金を取ってショーを楽しんでもらうんですから、お客さんを喜ばせるジェスチャーも必要ですよ。私は舞台で倒れても本望です』と教えられまして、感動したんですわ」とコメントしている。
1949年には187安打、46本塁打、142打点と主要三部門のシーズン日本記録を一度に更新するという驚異的な記録を残す。しかも、自身の本塁打記録が本塁打王創設後で日本記録になるのは2度目である。366塁打・84長打・長打率.6501も1リーグ時代最高。首位打者は小鶴誠に譲り三冠王とはならなかったが、藤村の大活躍は甲子園に入場できない人もでる大盛況でプロ野球の隆盛を招き、そのスポーツマンとしての功績は現在でも評価が高い。チームが8チーム中6位だったにもかかわらず、MVPを獲得。優勝した巨人の選手をさしおいて、下位チームからMVPが出たのは未曾有のことで、いかに藤村が活躍したか、いかに人気があったかを雄弁に物語る。この年の藤村の大活躍は多くの大阪の人の心をつかんだ。タイガースに対する大阪人の特別な愛情はこの時生まれた。その豪打と類希なショーマンシップに、ファンはみな狂気乱舞し、甲子園球場には午後1時から始まる試合に朝6時から長蛇の列が並び、5000人ものあぶれた客がヘイをぶち壊して球場内に雪崩込み、大混乱になった。MPの発砲でようやく静かにはなったが、8万人もギュウづめしたため死人が出た。この頃から人々は藤村を「ミスタータイガース」と呼ぶようになり、ファンから絶大な支持を得ている。巨人に阪神というライバルがいたからこそプロ野球という船は波に乗った。藤村のように人生を野球に賭けた男がいたから航路に光が射したのである。目の前で物干し竿のうなる音を聞いた田宮謙次郎は「今日のタイガース、というよりプロ野球の隆盛を作ったのが藤村さんです」と言い切った。『サンデー毎日』1976年11月14日号に「タイガース・ファンの胸の中に、いまだにその名をとどめているのは"ミスタータイガース"の愛称で、戦後、いち早く、タイガースのみならずプロ野球の最初の黄金時代をその腕で築いた強打者、藤村富美男だろう」と書いている。

### 選手兼任監督
1949年末から1950年始にかけて、球界は2リーグに分裂し、主力選手の引き抜きに揺れた。タイガースも若林忠志、別当薫、土井垣武等をはじめとする主力選手が次々と毎日オリオンズに引き抜かれたが、「わしゃタイガースの藤村じゃ」の言葉とともに、藤村はタイガースに残留して弱体化したチームを支えた。これが浪速っ子の涙を絞ったのは言うまでもない。藤村は阪神を愛し、その藤村をファンは愛した。毎日に移籍した選手たちは莫大な契約金に惹かれたこともあるが、藤村ワンマン体制の反撥もあったといわれる。1950年、2リーグに分裂して誕生したセントラル・リーグ初年度の公式戦ポスターは藤村の顔が描かれている。
1950年5月25日の広島カープ戦で2度目のサイクル安打。この前年に藤村の三冠王を阻んだ小鶴が本塁打、打点の二冠を手にすると、藤村はセ・リーグ最初の首位打者を獲得し、小鶴の三冠王を阻んだ。この年に記録した年間191安打は1994年にイチローに破られるまで44年間日本プロ野球記録であり、2010年にマット・マートンに破られるまで60年間阪神の球団記録であった。また、この年は前年の142打点を上回る自身最高となる146打点を記録したが、既述の通り小鶴がそれを上回る日本記録となる161打点を記録したため、打点王を逃した。146打点は打点王を逃した記録としては、2023年現在に至るまで最多記録である。
1953年には、4月28日、29日と日本プロ野球史上初の2試合連続満塁本塁打を放ち（2022年時点においても日本プロ野球史上最多タイ記録［他に8名］）、再び、本塁打、打点の二冠王となるなど、常にタイトル争いに加わり、1955年まで一線でプレーした。1951年までは投手としても登板し、通算76試合で34勝11敗、防御率2.34の記録を残している。与儀眞助が加入した1953年からは一塁手がメインとなる。一塁への転向を知ったライバルの川上哲治は、アメリカで購入したファーストミットを藤村に贈ったという。この間、1950年からは打撃コーチ兼任となり、1954年からは助監督を兼務した。

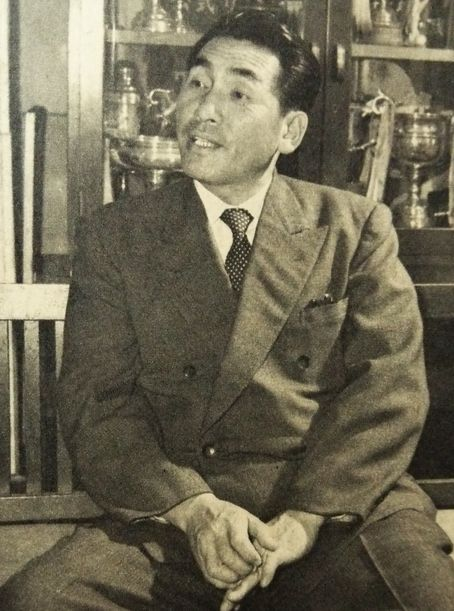
1955年

しかし1955年、監督に就任した岸一郎は世代交代を目指して監督就任会見で「若い選手を率先して使う。（チームの大スターである）藤村富美男であっても当たりが止まれば外すこともありえる」と宣言、藤村等ベテラン選手より若手選手優先の起用を行った。岸は停滞していたチームを選手の入れ替えで奮い立たせようとするが、藤村らベテラン選手たちはこれに反発、チームは内部混乱に陥り迷走した。そのため主力選手（藤村派）の反発を招き、「藤村派」は岸を公然と「じじい」と呼び、ノンプロから来た岸に対して藤村は「この素人が」とコケにし、岸の指示に全く従わず。開幕3試合目の浜松球場での対大洋戦でヒットで出た藤村に岸が代走山本哲也を送ろうとしたら、大観衆の前で一塁ベース上から「何言うとるんなら！ワシャまだやるんじゃ！」と叫び、代走を怒鳴りつけて追い返した。岸は苦笑いを浮かべこれに耐えた。遂に岸をシーズン中の僅か1ヵ月半を消化した5月20日34試合に更迭に追い込み、代理監督に就任。翌年からは正式な兼任監督となった。1956年には監督としての仕事を優先してレギュラーを譲ると、日本球界2人目の代打逆転サヨナラ満塁本塁打の快挙を達成した。この本塁打が藤村の現役最後の本塁打であった。同じ1956年には激烈なスカウト合戦の末、阪神が獲得した井崎勤也（前岡勤也）の当時としては破格の700万円という契約金が気に入らず、オープン戦で酷使し潰した。阪神主力選手の間に藤村への不信感がつのり始めていた。
四番で監督も務める藤村選手兼任監督は、得意な投手の時に出場し、逆に苦手な投手の時に出ないというケースがあり、やたらとエンドランを仕掛けるワンパターン采配、高圧的に選手を押さえ込み、勝った手柄を全部持っていく、選手にはボロカス等、それまでも数々のスタンドプレーを快く思わない選手もいて、打撃練習もファンを意識してわざと遅れてやる、一人長々やるなどの蓄積がナイン全体の反感を買った。また、人の好い藤村は球団の提示する低い年俸を受け入れ、球団はこれを尺度に他の選手の査定をおこなったため、待遇に対する不満が選手の間に生じていた。新聞報道に藤村は「騒ぐ選手は来季2軍に落とす」と言い放ち、選手側が硬化する悪循環となった。大阪野球俱楽部の創立以来、長い阪神の歴史の中で派閥といえるものは、藤村を親分とする「藤村派」と、それに対抗する反藤村派として、松木謙治郎を親分とする「松木派」の二派閥のみで、両者はことごとくぶつかり合い、「松木派」の怒りは頂点に達した。
こうした状況を背景に「藤村排斥事件」と呼ばれる騒動がマスコミを巻き込む形で起きる（詳細は同項目を参照）。岸を追い出した次は自身が追われる立場になった。球団は入院中の田中義一に代わる新代表・戸沢一隆が事態収拾に動いたが「黒幕」として青木一三、「首謀者」として金田正泰・真田重蔵を解雇し（その後復帰）、火に油を注いだ。この事件を契機に阪神のOBたちは、はっきり「藤村派」「松木派」「無派閥」の3つに分かれたが、「松木派」の後継者として村山実の活躍が増すにつれ、OB会の主流は「松木派」となり、以降OB会は「松木派」が牛耳った。人脈を失った藤村が以後阪神と関われなくなったのはこれが理由。
2リーグ分裂以降の阪神は、内紛騒動があまり表に出なかったが、この事件以降、阪神が一種のスキャンダル・メーカーになっていく。スポーツ新聞もこれを助長し、裏話を求める読者へ、スキャンダル報道で答えようとした。「選手がNO!といえば監督が引っ込む」という"選手王様体質"の誕生と、「タイガースの揉め事は数字＝部数が取れる」ということをメディア側が発見した、負のエポックメーキングな出来事だったという見方もある。藤村排斥事件の報道は、その先駆例だった。スポーツ新聞が急成長するきっかけをつかんだのもこの内紛劇からとされる。
この事件の影響で1956年限りで現役を引退し、1957年から監督に専任することとなった。上記の排斥運動などのイメージで監督としては無能だった、という評価が定着しているが、監督4シーズンで勝率5割8分3厘という成績を残している。特に1957年は、夏場の流感による選手の離脱というハンディの中で首位巨人と1.0ゲーム差だった。
1956年の代理監督就任直後には20試合で15勝5敗という成績を収めており、『阪神タイガース 昭和のあゆみ』はこれに関して「勝負カンという点では人一倍すぐれたものを持っていた」と記している。
1957年11月、優勝争いをした後にもかかわらず、球団代表の戸沢一隆から「田中義雄への監督交代と、代打要員としての現役選手への復帰」を告げられる。まだ契約期間中だったため、藤村は契約満了の11月末までは発表を控えることと、現役復帰はキャンプで体調を見てから決めたいという要望を出したが、戸沢がそれを突っぱねて「（代打要員で）世間体が悪ければ肩書きを付けよう」と発言した。これについて藤村は「頭に来た」とのちに述べている。結局、藤村の意向は無視される形で発表された。この不可解ともいえる監督交代について、南萬満は「前年の排斥事件のペナルティではないか」という見解を示している。
1958年に現役復帰したが、先発は1試合のみ、7番・ファーストで途中交代。結局26打数3安打、シングルヒットが3本の打率.115、打点1で、生涯打率3割を保つため11月末に引退を表明し、ついにタイガースから完全に離れた。1950年の毎日への主力選手移籍の折に「出てったもんと、残ったもんと、どっちが勝つかはっきりさせようじゃないか」と語り、日本シリーズに出場することが悲願であったが、その夢は果たされることなくユニホームを脱いだ。日本シリーズに出られなかったことは後年まで悔いとして残り、1984年のインタビューではリーグ分裂の際に毎日に行った仲間がその年の日本シリーズに出たことをうらやむ気持ちが強かった、長い野球生活でこれだけ経験できなかったことが情けなかったと述べている。
引退の記者会見は甲子園球場の食堂で行われ、かつてのスター選手としては寂しい舞台であった。しかし翌1959年3月2日、甲子園球場で『藤村富美男引退試合』（オープン戦、対巨人）が開催された。これは日本球界で初の『引退試合』だった。最後の打席は一塁ファウルフライ。捕球したのは、藤村と同じ年に引退した川上だった。大阪タイガース結成時から藤村がつけ続けた背番号「10」は、球団初の永久欠番となっている。

### 現役引退後
引退後は読売テレビ初代解説者（1959年 - 1962年）を務めるが、読売テレビは放送を始める前に電波管理局からチャンネル「10」を割り当てられたため、沢山のお客さんに視てもらいたいと背番号「10」のミスタータイガースである藤村にお願いしたのがきっかけである。初解説は2月28日に行われた近鉄対巨人のオープン戦（日生球場）で、初放送の前夜に藤村は呉港中学時代の国語と歴史の教科書を引っぱり出して朗読し、マイクに向かう練習をした。藤村の初放送となった近鉄 - 巨人戦は、近鉄の監督に就任した元巨人の千葉茂の監督就任披露を兼ねた引退試合でもあった。
1963年には同郷の浜崎真二監督に請われて国鉄スワローズ一軍打撃コーチを務め、徳武定祐らを育てたが、砂押邦信ヘッドコーチと衝突し1年で退団。浜崎には後に著書で「外見の印象とは違う幼稚園の子供のようなサインを出す小心者」と批判されている。国鉄退団後は水原茂監督に請われて東映フライヤーズで一軍打撃コーチ（1964年 - 1965年, 1968年）・二軍監督（1967年）を務め、就任した時には猛者揃いの東映選手も「恐ろしい人が来る」と戦々恐々であったが、旅館で「ビールでもどうですか」と言ったら「ビールはいらん、それよりあんパンくれ」と言って周囲を驚かせ、大杉勝男の入団を促すなどの成果を挙げた。選手たちの一番聞きたい技術的なコーチングはほとんどなく、「前を通る球なら必ず打てる」のようなコーチングだったため、選手たちからの藤村コーチ評は「あのオッサンの教え方は、禅問答みたいでサッパリ分からん」だった。東映二軍監督時代には劇画『巨人の星』と、それを原作として制作・放映されたアニメ版に登場（声優は内海賢二）。星飛雄馬の球質の軽さを見抜いてみせ、その試合のスコアブックを見せられた星一徹を震え上がらせる場面がある。藤村は阪神以外の球団でコーチに就任した理由について「コーチとしてでもいいから選手権試合を体験したいという思いからだった」と後年語っている。
東映退団後は藤村ファンという社長の経営する水道工事の会社に勤務する傍ら、1969年には近畿放送解説者、大阪スポーツ評論家を務めた。『サンデー毎日』1976年11月14日号の記事では「引退後に大蔵屋という不動産会社の東京本社に勤務した後、1975年初めから大阪市北区の都商事に移り、社長室参事として医療器機の販売に自ら忙しく飛び回っている」と書かれている。二人の息子・哲也、雅美がそれぞれ本田技研、鐘淵化学で活躍し始めたこともあり、尼崎の自宅に妻を残して1971年2月から、東京新宿にある別荘地分譲会社「大蔵屋」で広報部長として勤務。自身も会社近所のアパートに単身赴任。月給は15-20万円の間。同社は特に軽井沢の別荘を扱い、毎週土日曜は藤村は軽井沢に派遣された。関東であってもさすがに藤村は有名人で、別荘は簡単に売れる物ではなく、営業マンも門前払いが続くが、稀にパンフレットを開くところまで強引に持って行けたら、「ウチには藤村富美男がいます」と言うと関心を持たれ、ここからジリジリ攻撃にかかる。つまり藤村は"宣伝用目玉人間"、今の言葉でいえば"広告塔"だった。『週刊文春』1972年5月29日号の取材に対して「タイガースの球団の体質は昔とちっとも変っていません。村山は消されますよ。私とおなじ運命でしょうな。私は監督のツメ腹切らされるとき、球団代表から『世間体が悪いなら何か肩書きをつけてやろうか』と言われて、この一言は深い恥辱として胸に焼き付いて今でも残っています。阪神の監督とはみじめな存在で、おエラ方が、あの選手使え、こっちのを使えと勝手な指図するのを、ヘイヘイときかされるような立場ですわ。金田（正泰）は私の排斥問題のとき、その先頭に立った男やが、私は今でも忘れない。本人は村山の後へ昇格できると思ってるらしいがそうはいきませんよ。タイガースにそんな温情がありますかいな。あのチームは選手も監督も、ボロ屑のように捨てるところで、今の職業に転職してつくづく良かったと思っています」などとタイガースをボロクソに貶した。野球界からは完全に離れたが、このことについて藤村自身は「野球だけしか出来ない人間と思われたくないから、野球界から完全に離れた」と言っていた。スター選手は確実に『石もて追われる』のが阪神の一つの伝統。終生のライバルであった川上や鶴岡が、指導者としても大きな名声を得たのと比べると淋しい引退後であり、藤村の同僚であった田宮謙次郎は「巨人と違ってOBを大事にしないのも阪神の悪しき伝統。藤村さんあたりが球場に顔を出してもみな知らんぷりだったよ」と発言している。引退後の藤村は口が重い、怒りっぽい、むくれると、腫物を扱うように関係者・新聞記者達からも嫌われ、評論活動も上手くいかなかったが、この時代の選手には珍しくトークが上手かったともいわれる。
1977年に俳優としてテレビ時代劇『新・必殺仕置人』の元締・虎役でレギュラー出演し、中村主水（藤田まこと）・念仏の鉄（山﨑努）ら江戸中の全仕置人を束ねる闇の殺し屋組織『寅の会』元締という役柄で、特に寅の会の掟を破った外道仕置人（演：今井健二）を物干し竿を一振りで仕置するシーンには現役時代の映像がカットインするなどの演出も盛り込まれた。同ドラマの最終回で殺される役柄であったが、同じ役で1982年の必殺スペシャルにも出演し、1979年には『その後の仁義なき戦い』にも出演。この年の『週刊現代』の取材では西宮市の都商事という会社でサラリーマンをやっていると話した。
野球では1974年に野球殿堂入りを果たし、完全にタイガースとも縁が切れたわけではなく、1977年オフには球団が藤村を総監督に据える構想を描き、藤村は後藤次男への監督要請前に承諾したが、1966年の総監督・藤本定義 - 監督・杉下茂という二頭政治の失敗を目の当たりにしている後藤は「それなら引き受けられない」と反発した。当時の球団社長・長田睦夫は藤村について「現場には一切口を出さない。私的な相談役」とし、無報酬・非常勤の球団社長付アドバイザーという形に落ち着いた。1984年のインタビューではタイガースから「顧問としていくばくかのお金をいただいている」と述べ、1985年のタイガース優勝時には大阪スポーツ専属評論家として日刊スポーツに優勝コメントを寄せた。同年には甲子園を訪問した際に川藤幸三に対し、「テレビで見たが、お前ベンチで偉そうにしているな。それでいい。タイガースの歴史を作ってきたのは大学出のスターじゃない。お前ら補欠の人間だ。だからそのまま偉そうにしておけ」と激励した話が伝えられ、川藤はこの藤村の訓示を直立不動で聞いたという。
1988年以降は病院や介護施設で闘病生活を送っていたが、1988年に村山が監督になると、甲子園のネット裏に「藤村シート」を作るなど、阪神との関係もひとまず戻ったと言われている。1992年5月28日、兵庫県神戸市中央区の神鋼記念病院で糖尿病による腎不全のため死去。75歳没。死去時、甲子園球場には半旗が掲げられてミスタータイガースを追悼した。藤村が選手引退時に進呈された西宮市の家は、1995年の阪神大震災により修復不可能となったため現在は更地になっている。震災後、未亡人は仮設住宅に長く暮らした。また入団時の契約金で建て直した呉の実家も、2001年の芸予地震で倒壊した。

## 選手としての特徴

### プレースタイル
闘志をむき出しにするタイプで、「阿修羅の藤村」とも表現され、赤鬼のような形相で審判の判定にも文句をつけた。1948年10月3日の対巨人戦で逆転サヨナラの走者として本塁に突入し、捕手・武宮敏明に体当たりして脳震盪させたプレーは、捕手への体当たり第1号といわれる。それまでは捕手が先にミットを構えたら走者は止まってアウトになっていた。
一方、見かけによらず器用な選手であった。大井廣介は著書『タイガース史』（ベースボール・マガジン社、1958年）の中で「藤村を大成させたのは、試合度胸や負けじ魂にその器用さである」と記し、松木謙治郎も指導したり接した選手の中で「勝負強さと器用さにかけては、この藤村が第一人者だと思う」と記している。
打撃だけではなく強肩を生かした華麗な三塁守備でも知られた。「アンコが入っとると捕りにくいんじゃ」と薄っぺらのグラブを使用し、三塁線の強烈なゴロを、スタンドまで掴む音が聞こえるように素手で捕って刺す荒ワザでファンを痺れさせ、「猛人藤村」ともいわれた。その器用さと強肩で守備位置が深く、守備範囲が広かった。三塁手以外のポジションを守っても平均以上の守備をみせ、捕手以外の全ポジションを経験した。特に、投手、二塁手、右翼手、三塁手、一塁手では、1シーズン以上にわたりレギュラーを務めた。
投手の時には股の間から二塁走者を伺う珍妙な牽制で笑わせたり、実際に股の間から一塁へ牽制球を投げた。こうした魅せる野球、ショーマンシップに目覚めたのは『東京ブギウギ』の笠置シヅ子のレヴューを見てからともいうが、お客さんを喜ばそうと、試合前の練習から曲芸のような捕球や打ち方をやって見せた。試合が公式戦でも紅白戦のようなオープン戦であろうとも手を抜くことはなく、土井垣らと内野のボール廻しを途中からボールを使わず、いかにも続けているかのように見せるシャドープレイで観客を沸かせたり、本塁打を打って両手を振ってダイヤモンド一周をしたり、砂煙を上げる猛烈なスライディングをわざとしたり、内角の厳しいところを突かれると大仰にひっくり返ったりした。娯楽に飢えていたファンは藤村のこうしたプレーを堪能した。左足のケガのため代打出場となった試合で本塁打を放ったときには、片足（いわゆるケンケン）でダイヤモンドを1周した。こうした藤村のプレースタイルは、よくいえばショーマンシップ、一歩誤ればスタンドプレー、と今でいえば "大論争" を巻き起こした。野球評論家・五百崎三郎は「藤村の全盛時代には女性ファンはいなかった。ファンは男だけです」と話している。
当初は2番を打つなど、打撃面では脇役だった藤村が本塁打打者になった理由は、戦中・戦後に地方遠征などで試合前に余興で行われたホームラン競争がきっかけと当時の複数の選手が指摘している。戦力の落ちたチームで4番を打っていた藤村は、別当薫のあと声がかかりホームラン競争をやっているうちにコツを覚えたという。石本秀一や松木謙治郎、金田正泰は、当時の藤村について「チャンスで打席に回ると、並みの選手は委縮するなか、藤村は嬉しそうに打席に入る」と述べている。
杉下茂は「藤村は内角低めのシュートが弱点で、そこに投げておけば大丈夫だった」と証言している。ただ、藤村はそうした投球が来るとしばしば、いかにもねらい球を見逃したかのように悔しがるジェスチャーを見せ、外角球に的を絞っていると見せかけ、もう一球内角に投げると、待ってましたとばかり、左翼へひっぱりレフトスタンドに持っていく。「相手をまどわすような言動をとる」という意味でも使われることわざ「三味線を弾く」をプロ野球で使われるようになったのは藤村が最初といわれる。杉下は、そうした駆け引きにも藤村は長けていたと述べている。
1948年、鳴り物入りで入団してきた慶應義塾大学出身の別当に競争心を燃やしたとよくいわれる。藤村が新聞記者の質問を無愛想に応答する傍で、別当は英語交じりで丁寧にインタビューに応じ、監督の若林と肩をならべて、ことさら大リーグの戦術について議論を戦わせたりした。藤村は根が陽気で大まかなため、別当が自分とは水と油の人間であると意識した。別当は新人ながら公式戦でも打ちまくり、6月まで打撃三部門で全球団のトップに立ち、別当時代きたる、と新聞にもてはやされたが、6月下旬に盗塁で二塁に滑り込み骨折。ネクストバッターズサークルでそれを見ていた藤村は、別当のスパイクが嫌な角度で横向いた瞬間、「やった！」と嬉しそうに叫んだ。藤村が「物干し竿」を使うようになった理由は、長打力を持つ別当への対抗心からだという説も存在する。別当との関係について、阪神の球団史『阪神タイガース 昭和のあゆみ』（1991年）には
| 「 | 「別当を連れてよく遊びに行ったよ」（藤村富美男）「野球以外の生活でも藤村さんは、ぼくにとって素晴らしい先輩でした」（別当薫）--両者の話には巷間語り伝えられる葛藤は、微塵も感じられない。 | 」 |

と証言入りで紹介されている。南萬満は『真虎伝』の中で、藤村がともに酒を飲まない別当をよく一緒に食事に誘っていたという奥井成一の証言や、別当が打てばイライラして打ち損じたといったことはなかったという土井垣武の証言を紹介している。ただ、1949年のシーズンに別当と本塁打王を争ったことについて藤村は、「同じチームとしてライバルとしてタイトルを争うのはあんまりよくない。別当は先に打つのではっきりとした競争意識というものがあった」と後年語っている。この証言自体は『戦後プロ野球史発掘』第4巻（ベースボール・マガジン社）からの引用。

### 記録面での話題
タイガースの公式戦第1戦で開幕投手として1安打完封勝利を挙げた藤村は、第3戦にも先発し同点から延長で、センター・平桝敏男の失策によりサヨナラ負け。タイガースの勝利・敗戦とも第1号となった。以降、投手としても34勝も挙げた実績から日本プロ野球における"元祖二刀流"とも評価される。
1948年に日本で最初のサイクル安打を記録。この時は内野安打と通常の単打を含む5安打の猛打であった。1950年に2回目を記録、これは2リーグ制でも第1号であったが、1991年に松永浩美が記録するまでは唯一の「一人で二度」の記録の持ち主でもあった。阪神唯一の2回達成者である。ただ、当時はサイクル安打という概念が日本には紹介されておらず、藤村はまったく意識せずに記録を樹立した。このため、1965年にこれを記録した阪急のダリル・スペンサーが話題にして初めて過去の記録が見直され、藤村が日本で最初に記録していたことが判明するまでは「隠れた記録」であった。
同じ1948年12月2日に中日球場の杮落としとして開催された「東西対抗戦」で、レフトスタンド上段に中日球場第1号本塁打を放つ。
1949年、当時のプロ野球新記録となる46本塁打を放ったが、それまでの記録は1948年の青田昇、川上哲治の25本であり、一気に21本更新したことになる。
俗に「当て馬」と呼ばれる先発メンバーの偵察要員を初めて使ったのは阪神で、プロ野球初の偵察作戦を考案したのは藤村である。現在公式戦に於いては予告先発制度が導入されていることから偵察メンバーが用いられることはなくなったが、相手チームの先発投手が左腕か右腕か判らない時などに、スターティングオーダーの一つの守備位置にその試合で起用する予定のない自軍の投手（基本は先発投手を用いる）をダミーとして起用し、相手投手が判った際に別の野手と交代させる作戦がそれまではあった。1950年4月22日、熊本県の水前寺で行われた対中日ドラゴンズ戦では、中日の先発が左腕の清水秀雄か、右腕の服部受弘か迷ったため、助監督兼内野手だった藤村が「それじゃ、トップに干場を入れておきましょう」と監督の松木謙治郎に助言し、これを受け松木がメンバー表の1番に「左翼手・干場一夫」と書いて提出した。
1951年には珍記録を残している。この年10月7日の大洋戦で初めて「4番・投手、藤村富美男」が実現し甲子園のファンはどよめいた。チーム順位が確定していたことからできたファンサービスで、監督松木の粋な采配であったが、藤村は先発して4回までしか投げていないのに勝利投手になった。公式記録員は名記録員といわれた広瀬謙三で、なぜルール上は?のつく勝利をつけてしまったのか、これは広瀬が「投手で四番」の藤村に敬意を払ってあえて勝利投手としたといわれている。のちにこの記録を整理した山内以九士が「原書通りの勝ち投手とする」という但し書きを付けた。
1953年には4月28日と29日に2試合連続して満塁本塁打を記録した。2010年現在、プロ野球では藤村を含めて6人が記録しているが、藤村はその第1号である（スポーツに関する日本一の一覧#野球を参照）。また、藤村の満塁本塁打は通算7本であるが、そのうちの1/3をこの2日で放ったことになる。
1956年6月24日の対広島カープ戦で、カープのエース・長谷川良平に0-1で迎え込まれた9回裏二死満塁から三塁ベースコーチに立っていた選手兼任監督・藤村は「ワシが代打や」と球審に告げて打席に入ると、左翼に豪快な代打逆転サヨナラ満塁本塁打を叩き込み試合を決めた。阪神の代打満弾第1号でもあるこの逸話は「代打ワシ」として有名である。これが藤村生涯最後の本塁打であった。この一撃から阪神の〝神様の系譜〟が始まる。
大阪タイガース創設と同時に入団したため阪神の背番号10は藤村しか着用したことがない。「1選手しかつけなかった背番号」は、全永久欠番のなかでも唯一の事例となっている。
現在までに日本野球機構（NPB）に加盟が認められた球団は21球団あるが、没後に創設された東北楽天ゴールデンイーグルスを除く20球団のうち藤村は現役時代に一軍公式戦において15球団と対戦し、更に引退後の国鉄コーチ時代の古巣・阪神、東映コーチ時代の2リーグ分立時に創設されたパ・リーグ3球団と合わせ合計19球団と対戦しており、この「選手・指導者問わず19球団と対戦」という記録は現役選手として東北楽天発足前の全20球団と対戦した岩本義行に次ぎ、藤本定義と並んでNPB歴代2位タイの記録である。

### 試合でのトラブル
上記のように闘志を露にする性格で、ひがみっぽく、自分本位の面が強く、審判などとのトラブルがしばしばあったが、その中で球界や球団まで巻き込む騒動となった以下の事件がある。
- 1954年7月25日の対中日ドラゴンズ戦（大阪スタヂアム）では、代打に起用された真田重男の打席での打球処理判定を巡って阪神側が抗議した際に、球審の杉村正一郎に暴行[147]（肩、もしくはプロテクターを数度突いたとされる）を加えて退場を宣告された（この時の紛糾でファンがグラウンドになだれ込み、1時間7分中断）。しかし、そのことを理解していなかった藤村が、試合再開後に回ってきた自らの打順で打席に立とうとしたため、ファンが再びグラウンドになだれ込んで収拾がつかなくなり、タイガースの没収試合となった[注釈 25]。大阪スタヂアムでの騒動を受けてセントラル・リーグから藤村に対して出場停止処分のペナルティが科されたことにより、自らの連続試合出場の記録が1,014試合で途絶えた。「連続試合出場」の記録が注目されたのはこの事件からである[152]。連続試合出場を知っていた監督の松木謙治郎は、藤村への懲罰を阻止するために自らが矢面に立とうと杉村球審に手を出した[注釈 26] が、その苦労は報われなかった。この事件を大和球士は、『真説日本野球史7』（ベースボール・マガジン社刊）の中で「難波事件」と呼び、『「平和台事件」と並ぶプロ野球史上、双璧をなす大騒動』と記している[注釈 27]。
- 1955年4月7日、沼津市営球場での対大洋ホエールズ戦、7回二死の場面で四球を選び出塁すると、監督の岸一郎は藤村に代走として石垣一夫を送った。しかし、藤村はこれに反発し、交代を拒否しようとした。この事件が岸の更迭に大きく影響した。

### 「物干し竿」
赤バットの川上哲治、青バットの大下弘に対抗して長尺バットの「物干し竿」を使ったが、藤村曰く「色を塗るだけなら誰でもできる、自分は他人の真似のできないバットを使おうと考えた」という。ゴルフのドライバーをヒントに運動具店に長尺バットを作らせた。
バットはアンモニアで乾燥させるといいというので、いつも自宅の便所に10本近くぶら下げていた。また、藤村自身の後年の証言では、先の方に穴を開けてやや軽くなるようにしたという。プロ野球史上初めて、本塁打40本超えを果たした1949年には「ボールが止まって見えたとか、縫い目が見えたとか言われるが、あのときは、そういうものじゃなかった。レフトスタンドがすぐそこに見えた」と語った。肩をいからせながら物干し竿をぶんぶん振り回しながら打席に入る姿に、スタンドのファンは痺れた。

### 「別格のミスター・タイガース」
「ミスタータイガース」としては、他に村山実、田淵幸一、掛布雅之がそう呼ばれている。しかし、藤村を別格と見て、ミスタータイガースに初代も2代目も3代目も存在しない、藤村富美男だけがミスタータイガースとするファンもいる。野球関係の書物に同時期活躍した小山正明、吉田義男、奥井成一ら同僚選手、青田昇らライバル選手やマスコミ関係者から同様の意見が多く聞かれる。
青田は「ミスタータイガースはあのオッサンしかおらへん。あの2リーグ分裂で、オッサンまで阪神を出て行ったら、今の阪神はないし、いまのプロ野球もないぞ。プロ野球がここまでのびたんは、東の川上、大下、西では藤村が頑張ったからなんや。村山、田淵、掛布がミスタータイガースなどといわれたが、とてもとても藤村のオッサンには及ばんよ。ミスタータイガースは藤村のオッサンだけ」「とにかく阪神と戦って、巨人の選手が9人がかりで、あのオッサンを潰しにいかんとあかんかった」と話している。川上哲治も「サムライでした。ひとりでがんばっていた。藤村さんも他球団に行っとったら、阪神はつぶれていたと思う」と話している。また、入団時に藤村の用具係を務めた吉田義男は「いろんな面でミスタータイガースは、藤村さんだけやと私は今も思っています」と述べている。吉田は「阪神タイガースの歴史は諸先輩によって築かれ、受け継がれてきた。その象徴が
藤村富美男さんです。川上哲治さんと並び称され、戦後のプロ野球隆盛を支えてこられた。少々のケガをしてもゲームに出続け、連続出場がストップしたのは球審を投げ飛ばしたからでした。猛虎魂だからこそですよ。若林忠志さん、土井垣武さん、別当薫さんら主力が毎日に抜けても、藤村さんは誘いを断った。男気からですわ。阪神に残った後藤次男さん、白坂長栄さん、金田正秦さんらや、村山実、小山正明が巨人にキバを剥いた。それで野球界が盛り上がったんです」などと述べている。
安藤統男は「ガキの頃に見た藤村さんの顔は、ユニフォームのソデにあったトラの絵にそっくりだった」と語っており、球団創設からあったトラのエンブレムのイラストに、いかつい藤村の顔が重なったという。小山正明は「当時"西の藤村、東の川上"てな言われ方をしとったけど、川上さんでも藤村さんみたいな人間的魅力でお客さんを呼んだわけやなかった。後の長嶋が"華麗なスーパースター"なら藤村さんは"野性味あふれるスーパースター"。野球人としての次元が、まるで違ってた。終戦直後の荒廃した日本に現れ、明るい光を灯した功績を、我々は忘れてはならん。あんな人は二度と出てこんやろう」と話している。藤村の葬儀で当時のOB会長・田宮謙次郎は、「チームの大黒柱で、憧れの存在でした。先輩はプロ野球の歴史そのものです。引き継がれていく猛虎魂はこれからも消えることはありません」と弔辞を読んだ。阪神球団社長の南信男は「阪神が今こうしてあるのは藤村富美男さんのお陰と、どのOBの方に聞いても、そう話される。ミスタータイガースといえば、やっぱり藤村さん」と話している。
星野仙一が阪神ファンになったきっかけは、藤村のファンになったのが始まりという。8歳か9歳の頃に倉敷の電器店の前に設置してあった街頭テレビで、黒山の人だかりの大人たちが並ぶ間から首を出して、生まれて初めて観たプロ野球中継で、藤村がサヨナラ本塁打を放ち、ホームベースを踏んだ後、ナインからもみくちゃになっているシーンに感激したことがきっかけという。釜本邦茂は「僕の小学生時代のヒーローは"ミスタータイガース"藤村富美男さん。メンコでよう遊びました。僕は将来プロ野球選手になりたかったんです」などと述べている。
掛布雅之は「藤村さんは、ミスタージャイアンツとミスタータイガースの違いを鮮明に示してくれたのだと思う。それは"巨人軍は紳士たれ"と、長髪や金髪、ヒゲを禁止したジャイアンツに対し、阪神は"野武士"や"猛虎"という言葉で表現されるような豪快な強さであり、カリスマ的な迫力だ」と述べている。「藤村さんから始まる歴史がなければ、今がないということは絶対に忘れてはいけない」と草創期を支えた「初代」に敬意を表している。
2010年3月14日に「阪神タイガース歴史館」をリニューアルしてオープンした「甲子園歴史館」では、永久欠番である藤村、村山実、吉田義男の3人に対しては、特に手厚く残した功績を伝える内容にしたと、リニューアル発表時に報道された。

## 人物

### プライベート・家族
酒にはめっぽう弱く、甘党であったため、あんパンと炭酸飲料が好物であった。松木謙治郎は現役時代について「いつもサイダーばかり飲んでいた」と記している。南萬満は「糖尿病のおかげで死期を早めた」と記す 一方、松木は「（酒を飲まずにサイダーを飲んでいたことが）選手生命を長く保たせた原因でもある」としている。『真虎伝』には、藤村の妻が遺骨の前に好物だったというオロナミンCを供えている写真が掲載されている。
家族思いで子煩悩でもあった。子どもたちを叱ることも少なかったという。また、趣味は映画と釣りだと言っている。特に母ものが好きで、映画館でよく泣いていたという。病院嫌いであり、糖尿病がわかったときには、かなり酷い状態であった。
甲子園のスター選手であったが、弟・隆男（後にタイガースなどで選手・コーチ）、長男・哲也（育英）、次男・雅美（三田学園）、そして哲也の子・一仁と賢（共に三重・海星、賢はのちに愛知ベースボール倶楽部に所属）、雅美の子・光司（育英―立教大学、当時の育英監督は雅美）の孫3人が相次いで甲子園に出場し、話題となった。広島、兵庫、三重の3県4校に跨る、全く他に類を見ない「親子3代の兄弟出場」となった。
なお、最初の妻を1946年8月に失い（1女あり）、同年オフに当時の球団代表・冨樫興一の紹介による見合いで再婚した。披露宴は1946年11月に松戸市にあった旅館で開かれ、鈴木龍二が仲人を務めている。哲也・雅美はこの再婚した妻との間の子息である。後妻は2006年に88歳で亡くなった。

### 影響
長嶋茂雄は「藤村に憧れて三塁手になった」と公言している。
掛布雅之は「長嶋茂雄さんから『藤村さんのプロらしい派手なプレーに憧れていた』という話を聞いたことがある。猛虎打線の野性味の源流は藤村さんにあることは間違いない」と述べている。川藤幸三も「長嶋さんもやっぱり甲子園の阪神戦は違ったと。『藤村さんを目指して野球をやっていたから、阪神戦には活躍しなきゃいけない、ヒーローにならなきゃいけない』」と話してもらったという。
吉田義男は著書『阪神タイガース』の中で「あの方（藤村）のプレーは、面白かったんです。他の選手たちがマジメに野球をやっている中で、藤村さんのプレーには、何とかしてファンを楽しませようという心配りがありました」という長嶋の言葉を紹介しており、ポジション以前にプレースタイルに憧れたことがうかがえる。戦後、関西では、藤村のオーバーアクションのパフォーマンスが、とくに喜ばれていたという。ただ、関東では、スタンドプレーが鼻につくという批判もあった。
また、王貞治がまだ二本足打法で打撃不振だった折、監督の川上哲治は最大の欠点であった体重移動の悪さが原因と見て、打撃フォーム改造を荒川博コーチに頼んだ際に、藤村の打撃フォームからヒントを得たという（2007年6月1日、日刊スポーツ連載「王貞治すべてがアンビリーバブル」での川上哲治のインタビューによる）。川上によれば、藤村のフォームは一本足打法の変形で、王にもっと球を呼び込んで打つよう指導したという。
水島新司は阪神ファンだった少年時代、とりわけ藤村のファンであったと語っている。野球漫画、『男どアホウ甲子園』の主人公の名前が、藤村富美男から取った藤村甲子園である。インタビューでは「野球マンガを描くときもね、よく藤村をキャラクターづくりに利用してますよ。まず、『ドカベン』の岩鬼正美でしょう。それから『野球狂の詩』では、岩田鉄五郎ですね」と答えている。また、「あぶさん」こと景浦安武は、名前を景浦將、「ものほし竿」を藤村、連載開始時の大きな構えは土井正博と、3人の豪打者を組み合わせて創ったものに永淵洋三の酒豪エピソードを加えたもので、藤村も2度だけ作中に登場した。ルーキー時代のあぶさんに「物干し竿」を使い始めるきっかけを与えた。

## 詳細情報

### 年度別打撃成績
| 年 度      | 球 団          | 試 合 | 打 席 | 打 数 | 得 点 | 安 打 | 二 塁 打 | 三 塁 打 | 本 塁 打 | 塁 打 | 打 点 | 盗 塁 | 盗 塁 死 | 犠 打 | 犠 飛 | 四 球 | 敬 遠 | 死 球 | 三 振 | 併 殺 打 | 打 率 | 出 塁 率 | 長 打 率 | O P S |
| ---------- | -------------- | ----- | ----- | ----- | ----- | ----- | -------- | -------- | -------- | ----- | ----- | ----- | -------- | ----- | ----- | ----- | ----- | ----- | ----- | -------- | ----- | -------- | -------- | ----- |
| 1936春夏   | 大阪 阪神 大阪 | 13    | 42    | 37    | 6     | 11    | 0        | 2        | 0        | 15    | 5     | 1     | --       | 1     | --    | 4     | --    | 0     | 2     | --       | .297  | .366     | .405     | .771  |
| 1936秋     | 大阪 阪神 大阪 | 25    | 60    | 52    | 13    | 18    | 1        | 1        | 2        | 27    | 13    | 3     | --       | 0     | --    | 7     | --    | 1     | 4     | --       | .346  | .433     | .519     | .953  |
| 1937春     | 大阪 阪神 大阪 | 40    | 123   | 105   | 13    | 25    | 10       | 2        | 0        | 39    | 15    | 1     | --       | 0     | --    | 17    | --    | 1     | 13    | --       | .238  | .350     | .371     | .721  |
| 1937秋     | 大阪 阪神 大阪 | 40    | 136   | 126   | 20    | 40    | 8        | 4        | 0        | 56    | 16    | 1     | --       | 0     | --    | 8     | --    | 2     | 7     | --       | .317  | .368     | .444     | .812  |
| 1938春     | 大阪 阪神 大阪 | 35    | 162   | 146   | 32    | 44    | 7        | 6        | 0        | 63    | 20    | 4     | --       | 0     | --    | 15    | --    | 1     | 4     | --       | .301  | .370     | .432     | .802  |
| 1938秋     | 大阪 阪神 大阪 | 40    | 187   | 164   | 25    | 43    | 11       | 3        | 1        | 63    | 34    | 4     | --       | 2     | --    | 19    | --    | 2     | 11    | --       | .262  | .346     | .384     | .730  |
| 1943       | 大阪 阪神 大阪 | 34    | 139   | 124   | 10    | 25    | 4        | 1        | 0        | 31    | 11    | 2     | 2        | 1     | --    | 14    | --    | 0     | 8     | --       | .202  | .283     | .250     | .533  |
| 1944       | 大阪 阪神 大阪 | 35    | 151   | 130   | 12    | 41    | 2        | 3        | 0        | 49    | 25    | 2     | 2        | 1     | --    | 19    | --    | 1     | 3     | --       | .315  | .407     | .377     | .784  |
| 1946       | 大阪 阪神 大阪 | 96    | 424   | 375   | 65    | 121   | 31       | 12       | 5        | 191   | 69    | 11    | 5        | 0     | --    | 48    | --    | 1     | 22    | --       | .323  | .401     | .509     | .910  |
| 1947       | 大阪 阪神 大阪 | 119   | 521   | 481   | 60    | 132   | 36       | 6        | 2        | 186   | 71    | 10    | 6        | 1     | --    | 34    | --    | 5     | 14    | --       | .274  | .329     | .387     | .716  |
| 1948       | 大阪 阪神 大阪 | 140   | 609   | 572   | 69    | 166   | 38       | 13       | 13       | 269   | 108   | 15    | 7        | 2     | --    | 31    | --    | 4     | 28    | --       | .290  | .331     | .470     | .801  |
| 1949       | 大阪 阪神 大阪 | 137   | 614   | 563   | 116   | 187   | 35       | 3        | 46       | 366   | 142   | 12    | 4        | 0     | --    | 47    | --    | 4     | 44    | --       | .332  | .388     | .650     | 1.038 |
| 1950       | 大阪 阪神 大阪 | 140   | 628   | 527   | 130   | 191   | 41       | 3        | 39       | 355   | 146   | 21    | 2        | 0     | --    | 100   | --    | 1     | 36    | 16       | .362  | .465     | .674     | 1.139 |
| 1951       | 大阪 阪神 大阪 | 113   | 484   | 410   | 71    | 131   | 27       | 3        | 23       | 233   | 97    | 7     | 3        | 0     | --    | 69    | --    | 5     | 24    | 12       | .320  | .424     | .568     | .992  |
| 1952       | 大阪 阪神 大阪 | 120   | 537   | 475   | 74    | 149   | 29       | 1        | 20       | 240   | 95    | 5     | 1        | 0     | --    | 59    | --    | 3     | 44    | 13       | .314  | .393     | .505     | .898  |
| 1953       | 大阪 阪神 大阪 | 130   | 526   | 459   | 62    | 135   | 28       | 0        | 27       | 244   | 98    | 1     | 3        | 3     | --    | 60    | --    | 4     | 51    | 10       | .294  | .380     | .532     | .912  |
| 1954       | 大阪 阪神 大阪 | 114   | 468   | 422   | 42    | 115   | 15       | 0        | 21       | 193   | 78    | 2     | 0        | 1     | 9     | 32    | --    | 4     | 43    | 13       | .273  | .323     | .457     | .781  |
| 1955       | 大阪 阪神 大阪 | 112   | 398   | 349   | 41    | 94    | 12       | 0        | 21       | 169   | 63    | 1     | 2        | 1     | 5     | 35    | 5     | 8     | 51    | 11       | .269  | .345     | .484     | .829  |
| 1956       | 大阪 阪神 大阪 | 51    | 118   | 105   | 10    | 23    | 4        | 0        | 4        | 39    | 19    | 0     | 2        | 2     | 0     | 9     | 1     | 2     | 9     | 4        | .219  | .293     | .371     | .665  |
| 1958       | 大阪 阪神 大阪 | 24    | 31    | 26    | 0     | 3     | 0        | 0        | 0        | 3     | 1     | 0     | 0        | 1     | 0     | 4     | 0     | 0     | 6     | 1        | .115  | .233     | .115     | .349  |
| 通算：17年 | 通算：17年     | 1558  | 6358  | 5648  | 871   | 1694  | 339      | 63       | 224      | 2831  | 1126  | 103   | 39       | 16    | 14    | 631   | 6     | 49    | 424   | 80       | .300  | .374     | .501     | .876  |

- 各年度の太字はリーグ最高
- 大阪（大阪タイガース）は、1940年途中に阪神（阪神軍）に、1946年に大阪（大阪タイガース）に球団名を変更

### 年度別投手成績
| 年 度     | 球 団     | 登 板 | 先 発 | 完 投 | 完 封 | 無 四 球 | 勝 利 | 敗 戦 | セ 丨 ブ | ホ 丨 ル ド | 勝 率 | 打 者 | 投 球 回 | 被 安 打 | 被 本 塁 打 | 与 四 球 | 敬 遠 | 与 死 球 | 奪 三 振 | 暴 投 | ボ 丨 ク | 失 点 | 自 責 点 | 防 御 率 | W H I P |
| --------- | --------- | ----- | ----- | ----- | ----- | -------- | ----- | ----- | -------- | ----------- | ----- | ----- | -------- | -------- | ----------- | -------- | ----- | -------- | -------- | ----- | -------- | ----- | -------- | -------- | ------- |
| 1936春夏  | 大阪 阪神 | 8     | 5     | 4     | 1     | 0        | 3     | 3     | --       | --          | .500  | 217   | 52.0     | 40       | 1           | 17       | --    | 0        | 44       | 2     | 0        | 19    | 15       | 2.60     | 1.10    |
| 1936秋    | 大阪 阪神 | 11    | 6     | 3     | 1     | 0        | 6     | 1     | --       | --          | .857  | 235   | 55.2     | 47       | 1           | 21       | --    | 0        | 40       | 1     | 0        | 20    | 12       | 1.94     | 1.22    |
| 1937春    | 大阪 阪神 | 12    | 5     | 2     | 1     | 0        | 4     | 1     | --       | --          | .800  | 223   | 55.1     | 40       | 0           | 19       | --    | 1        | 27       | 1     | 0        | 14    | 8        | 1.30     | 1.07    |
| 1937秋    | 大阪 阪神 | 5     | 3     | 0     | 0     | 0        | 0     | 0     | --       | --          | ----  | 59    | 13.1     | 14       | 0           | 6        | --    | 0        | 4        | 1     | 0        | 6     | 5        | 3.38     | 1.50    |
| 1938春    | 大阪 阪神 | 6     | 2     | 0     | 0     | 0        | 4     | 1     | --       | --          | .800  | 91    | 20.2     | 29       | 0           | 4        | --    | 0        | 11       | 0     | 0        | 9     | 7        | 3.05     | 1.60    |
| 1938秋    | 大阪 阪神 | 1     | 1     | 0     | 0     | 0        | 0     | 1     | --       | --          | .000  | 5     | 1.0      | 2        | 0           | 0        | --    | 0        | 1        | 0     | 0        | 2     | 1        | 9.00     | 2.00    |
| 1944      | 大阪 阪神 | 2     | 2     | 0     | 0     | 0        | 1     | 0     | --       | --          | 1.000 | 67    | 15.0     | 16       | 0           | 6        | --    | 0        | 4        | 0     | 0        | 6     | 2        | 1.20     | 1.47    |
| 1946      | 大阪 阪神 | 23    | 7     | 4     | 0     | 0        | 13    | 2     | --       | --          | .867  | 447   | 107.0    | 83       | 3           | 60       | --    | 0        | 43       | 0     | 0        | 35    | 29       | 2.44     | 1.34    |
| 1948      | 大阪 阪神 | 6     | 3     | 1     | 1     | 0        | 2     | 2     | --       | --          | .500  | 96    | 20.2     | 21       | 1           | 13       | --    | 0        | 7        | 0     | 1        | 13    | 11       | 4.79     | 1.65    |
| 1950      | 大阪 阪神 | 1     | 0     | 0     | 0     | 0        | 0     | 0     | --       | --          | ----  | 4     | 0.2      | 1        | 0           | 1        | --    | 0        | 1        | 0     | 0        | 0     | 0        | 0.00     | 3.00    |
| 1951      | 大阪 阪神 | 1     | 1     | 0     | 0     | 0        | 1     | 0     | --       | --          | 1.000 | 13    | 4.0      | 0        | 0           | 1        | --    | 0        | 1        | 0     | 0        | 0     | 0        | 0.00     | 0.25    |
| 通算：8年 | 通算：8年 | 76    | 35    | 14    | 4     | 0        | 34    | 11    | --       | --          | .756  | 1457  | 345.1    | 293      | 6           | 148      | --    | 1        | 183      | 5     | 1        | 124   | 90       | 2.35     | 1.28    |

- 大阪（大阪タイガース）は、1940年途中に阪神（阪神軍）に、1946年に大阪（大阪タイガース）に球団名を変更

### 年度別監督成績
| 年度      | 球団      | 順位      | 試合 | 勝利 | 敗戦 | 引分 | 勝率 | ゲーム差   | チーム 本塁打 | チーム 打率 | チーム 防御率 | 年齢       |
| --------- | --------- | --------- | ---- | ---- | ---- | ---- | ---- | ---------- | ------------- | ----------- | ------------- | ---------- |
| 1946年    | 大阪      | 3位       | 105  | 59   | 46   | 0    | .562 | 7.0        | 28            | .288        | 3.23          | 30歳       |
| 1955年    | 大阪      | 3位       | 130  | 71   | 57   | 2    | .555 | 20.5       | 51            | .251        | 2.49          | 39歳       |
| 1956年    | 大阪      | 2位       | 130  | 79   | 50   | 1    | .612 | 4.5        | 54            | .224        | 1.77          | 40歳       |
| 1957年    | 大阪      | 2位       | 130  | 73   | 54   | 3    | .573 | 1.0        | 68            | .240        | 2.38          | 41歳       |
| 通算：4年 | 通算：4年 | 通算：4年 | 462  | 266  | 190  | 6    | .583 | Aクラス4回 | Aクラス4回    | Aクラス4回  | Aクラス4回    | Aクラス4回 |

※1 1955年、岸一郎監督休養後の5月21日からシーズン終了まで指揮(97試合55勝40敗2分 勝率.579)
※2 1955年から1962年、1966年から1996年までは130試合制
※3 通算成績は、実際に指揮した試合

### タイトル
- 首位打者：1回（1950年）
- 本塁打王：3回（1936年秋、1949年、1953年） ※13年(14シーズン)のブランク受賞は同賞史上最長
- 打点王：5回（1944年、1947年 - 1949年、1953年）
- 最多出塁数：1回（1950年）
- 最多安打：2回（1949年、1950年）※当時連盟表彰なし

### 表彰
- 最高殊勲選手（MVP）：1回（1949年）
- ベストナイン：6回（三塁手部門：1947年 - 1952年）
- 野球殿堂競技者表彰（1974年）

### 記録
初記録
- 初登板・初先発登板・初先発勝利・初完投・初完投勝利・初完封勝利：1936年4月29日、対名古屋金鯱軍戦（阪神甲子園球場）、9回1安打無失点 ※日本プロ野球の第1試合[176]

節目の記録
- 100本塁打：1950年9月21日、対広島カープ15回戦（飯田城下球場）、3回裏に中山正嘉から ※史上4人目[177]
- 1000安打：1950年9月30日、対国鉄スワローズ12回戦（阪神甲子園球場）、長武男から ※史上4人目[178]
- 1000試合出場：1951年9月30日、対国鉄スワローズ18回戦（沼津市営）、「4番・三塁手」で先発出場 ※史上8人目
- 150本塁打：1952年9月29日、対読売ジャイアンツ17回戦（阪神甲子園球場）、8回裏に松田清から ※史上3人目[179]
- 1000打点：1954年6月27日、対読売ジャイアンツ9回戦（阪神甲子園球場）、1回裏に安原達佳から2ラン ※史上2人目[180]
- 200本塁打：1955年4月12日、対国鉄スワローズ1回戦（阪神甲子園球場）、2回裏に金田正一から ※史上初[181]

その他の記録
- サイクル安打：2回[182]
  - 1回目：1948年10月2日、対金星スターズ17回戦（阪神甲子園球場）※史上初
  - 2回目：1950年5月25日、対広島カープ12回戦（阪神甲子園球場）※2リーグ制後初
- 2試合連続満塁本塁打：1953年4月28日 - 1953年4月29日 ※日本プロ野球記録
- 三塁手シーズン209刺殺：1950年 ※日本記録
- 三塁手シーズン484補殺：1950年 ※セ・リーグ記録
- 三塁手シーズン60併殺：1950年 ※セ・リーグ記録
- 三塁手シーズン728守備機会：1950年 ※日本記録
- シーズン40本塁打：1949年 ※史上初
- シーズン本塁打の日本記録を2度記録：2本（1936秋）、46本（1949） ※本塁打王創設後初
- オールスターゲーム出場：5回（1951年、1952年、1953年、1954年、1955年）

### 背番号
- 10（1936年 - 1938年、1943年、1946年 - 1958年）[注釈 30] ※阪神球団の永久欠番
- 60（1963年、1967年 - 1968年）
- 40（1964年 - 1965年）